# Hyperionyx macrodactylus
Hyperionyx macrodactylus is een vlokreeftensoort uit de familie van de Lestrigonidae. De wetenschappelijke naam van de soort is voor het eerst geldig gepubliceerd in 1924 door Stephensen.